# Garven Dreis
'
'Garven Dreis es un personaje de la saga de la Guerra de las Galaxias.
Este piloto humano era uno de los mejores de la flota de la Alianza Rebelde. Durante la batalla de Yavin, tenía el código de Líder Rojo y pilotaba un caza Ala-X.
Garven Dreis intentó destruir la estrella de la muerte usando sus torpedos de protones, pero el disparo no fue preciso y estos impactaron en la superficie de la estación espacial del Imperio Galáctico. Garven Dreis no sobrevivió a este asalto, Darth Vader le disparó personalmente desde su caza.
- Datos: Q11682046